# TATA-box
TATA-box är en promotor-sekvens som förekommer i kromosomer hos archaea och i eukaryoter. Det är en region rik på adenin och tymin som utgör startpunkt för RNA-polymeras II vid transkription. TATA-boxen är placerad ca 25 baspar uppströms från transkriptionsstart. 